# Сотников, Валентин Пантелеевич
Валентин Пантелеевич Сотников (19 ноября 1940 — 20 мая 2020) — советский и российский тренер и преподаватель по велоспорту. Заслуженный тренер России. Кандидат педагогических наук (1974).

## Биография
Валентин Пантелеевич Сотников родился 19 ноября 1940 года. Мастер спорта СССР.
В 1963 году окончил институт им. П. Ф. Лесгафта по специальности «Преподаватель физического воспитания» и по распределению был направлен в курскую ДЮСШ «Спартак», где работал до 1971 года и тренировал будущего олимпийского чемпиона 1976 года в командной гонке Валерия Чаплыгина.
В 1974 году Валентин Пантелеевич окончил аспирантуру ГДОИФК им. П. Ф. Лесгафта, где защитил диссертацию по теме «Методика тренировки велосипедистов-подростков на начальном этапе спортивной деятельности» получил степень «кандидат педагогических наук».
С 1974 по 1985 год был заведующим кафедрой велоспорта Великолукской государственной академии физической культуры и спорта. В этот период подготовил более 20 мастеров спорта СССР, а также 3 мастеров спорта международного класса, среди которых Алла Яковлева, ставшая в 1988 году чемпионкой мира по шоссейному велоспорту в командной гонке.
С 1985 по 1994 год Валентин Пантелеевич был доцентом кафедры велоспорта ГДОИФК им. П. Ф. Лесгафта.
С 1994 по 2007 год работал тренером сборной Малайзии по трековым велогонкам. Занимавшийся под его руководством малайзиец Мохд Ризал Тисин в 2009 году завоевал бронзовую медаль на чемпионате мира по трековому велоспорту в гите на 1 км.
Вернувшись в 2007 году в Санкт-Петербург, Валентин Пантелеевич стал доцентом кафедры теории и методики велосипедного спорта НГУ им. Лесгафта. Преподавал следующие дисциплины: теория и методика велоспорта, технологии спортивной тренировки в велоспорте, ремонт и эксплуатация спортивного инвентаря, ПСС. Был научным руководителем нескольких кандидатов наук.
Инструктор-методист ШВСМ по велоспорту Санкт-Петербурга.
Также являлся национальным комиссаром международной федерации велосипедного спорта.
Умер 20 мая 2020 года.

## Воспитанники
- Валерий Чаплыгин — олимпийский чемпион 1976 года, чемпион мира по шоссейным велогонкам 1977 года,
- Алла Яковлева — чемпионка мира по шоссейным велогонкам 1987 года,
- Мохд Ризал Тисин[англ.] — бронзовый призёр чемпионата мира по трековым велогонкам 2009 года.